# Sphaerops appendiculata
Sphaerops appendiculata är en tvåvingeart som beskrevs av Philippi 1865. Sphaerops appendiculata ingår i släktet Sphaerops och familjen kulflugor. Inga underarter finns listade i Catalogue of Life.

## Bildgalleri

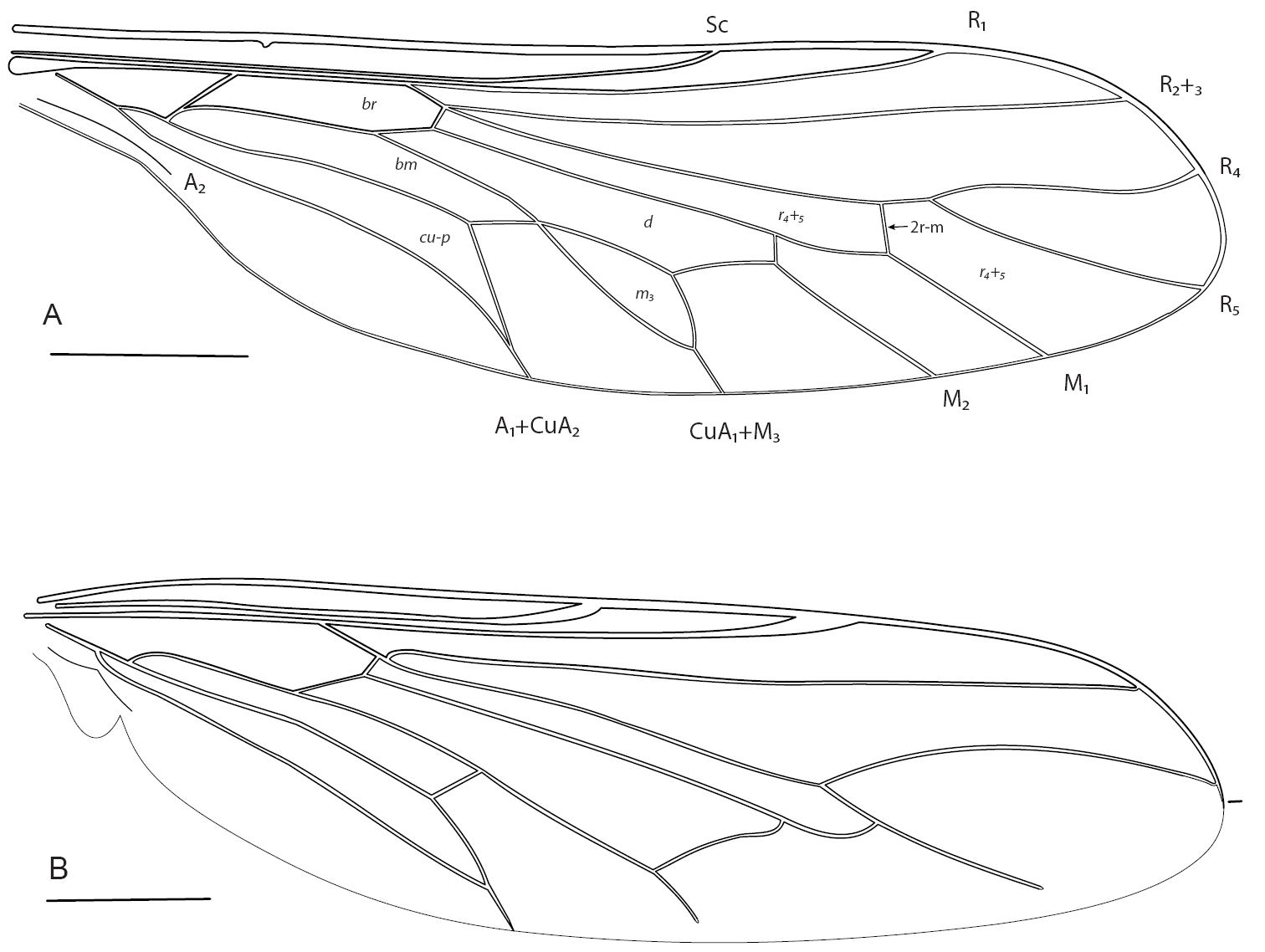